# Air Volga

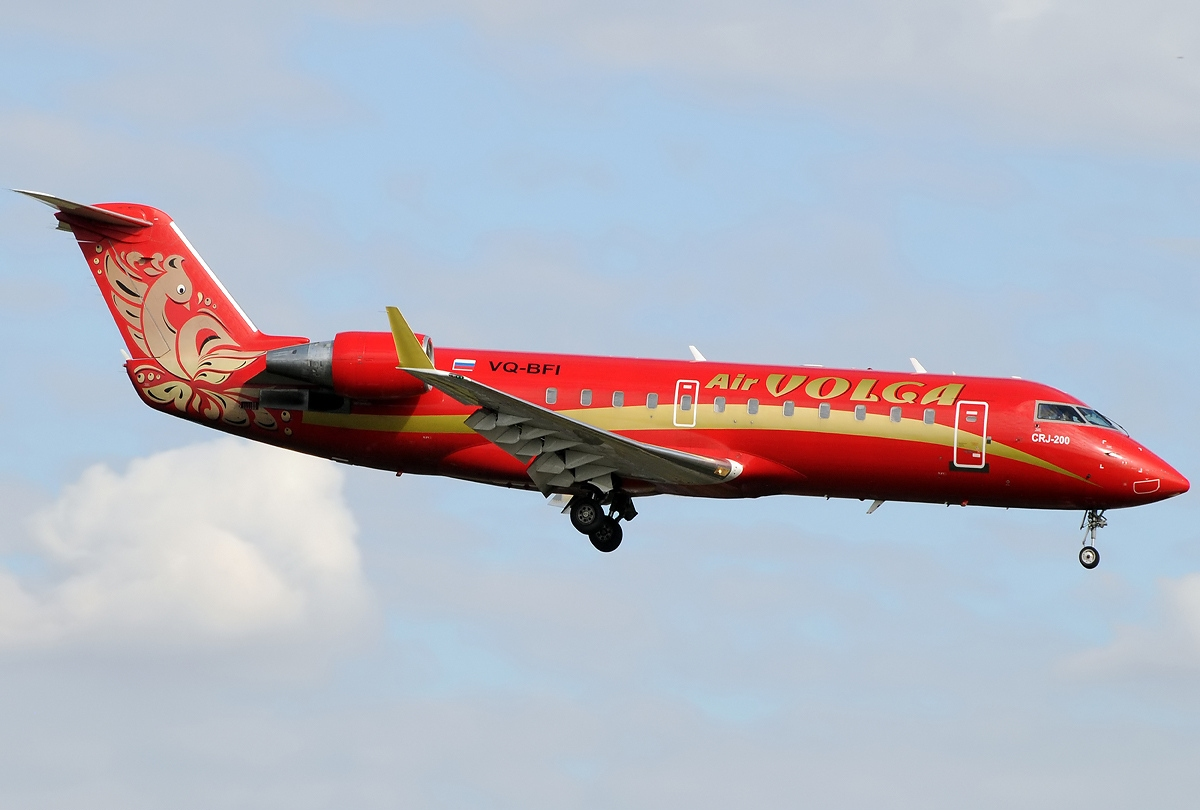
Bombardier CRJ200 in 2011, in Air Volga-kleuren maar vliegend voor Rusline

Air Volga, voorheen Volga Aviaexpress (Russisch: Волга-Авиаэкспресс) is een voormalige Russische luchtvaartmaatschappij met haar thuisbasis in Wolgograd.

## Geschiedenis
Volga Aviaexpress is opgericht in 1992 onder de naam Volga Airlines als opvolger van Aeroflots Volgograd divisie. In 1998 is de naam gewijzigd in Volga Aviaexpress en in 2008 in Air Volga.
Air Volga ging in 2010 failliet. De maatschappij Rusline nam het routenetwerk, de vloot van Bombardier CRJ200-vliegtuigen en de merknaam Air Volga over. De naam Air Volga wordt sindsdien gebruikt voor de regionale vluchten van Rusline.

## Vloot
Air Volga/Volga Aviaexpress heeft onder meer gevlogen met:
- Yakovlev Yak-42
- Yakovlev Yak-40
- Tupolev Tu-134
- Antonov An-2
- Bombardier CRJ200